# Березноватовка
Березнова́товка (укр. Березнуватівка) — село,
Березноватовский сельский совет,
Солонянский район,
Днепропетровская область,
Украина.
Население по переписи 2001 года составляло 734 человека. По состоянию на 01.01.2024 года в селе зарегистрировано 676 человек.
Является административным центром Березноватовского сельского совета, в который, кроме того, входят сёла
Грушевка,
Константиновка и
Межевое.

## Географическое положение
Село Березноватовка находится на берегах реки Грушевка,
выше по течению на расстоянии в 1 км расположено село Константиновка,
ниже по течению на расстоянии в 1,5 км расположено село Межевое.
Около Константиновки на реке сделана запруда, и в южной части Березноватовки река образует пруд.
Через Березноватовку проходит автомобильная дорога Т-0420, ведущая в соседние сёла Святовасильевку и Маломихайловку. Ещё три асфальтированные дороги ведут из Березноватовки в Константиновку, Грушевку и Межевое.
Ближайшая к селу железнодорожная станция Елизарово — на расстоянии 8 км.

## История
- Село основано в XVII веке под названием Левенцево.
- В 1890 году в Березноватовке в крестьянской избе открылась начальная школа с 19 учениками и одной учительницей. В 1898 году была построена школа церковно-приходского типа с тремя классами, в 1917 году — начальная 4-летняя школа[5].
- По состоянию на 1947 год Березноватовка была центром Березноватовского сельского совета, включавшего хутора Грушево-Малинчино, Войково и Кринички. Березноватовский сельсовет входил в Новопокровский район (ныне ликвидированный) Днепропетровской области[6].
- В 1969 году Березноватовка входила в Елизаровский сельский совет Солонянского района. В селе работал колхоз имени Фрунзе[7].
- В Березноватовке родился и жил погибший участник Евромайдана Сергей Нигоян[8]. 26 января 2014 года здесь же прошли его похороны, на которые приехало более 1000 человек[9], в том числе глава украинской епархии Армянской апостольской церкви Григорис Буниатян и митрополит Украинской православной церкви Киевского патриархата Адриан[10].

## Экономика
- ЧП «Росток».
- ООО «Агросвит».

## Объекты социальной сферы
- Школа. Трудовая 7-летняя школа в Березноватовке начала работать в 1932 году. На время немецкой оккупации в 1941—1943 годах школа прекращала работу. В октябре 1943 года школа возобновила работу как 7-летняя, в 1960 году реорганизована в 8-летнюю, в 1981 — в среднюю общеобразовательную[5]. По состоянию на 2014 год в школе 11 классов, 86 учеников и 16 сотрудников[11].
- Детский сад «Барвинчата». В детском саду 4 сотрудника и 1 группа на 27 детей (2014)[12].
- Дом культуры.